# El Malah
El Malah (àrab: المالح, al-Mālaḥ; antigament anomenada Rio Salado) és una ciutat del nord oest d'Algèria, a la província d'Aïn Témouchent, situada a 11 km d'Aïn Témouchent, a 58 km d'Orà, a 60 km de Sidi Bel Abbès i a 80 km de Tilimsen.

## Geografia
La meitat de la població té menys de 25 anys. La taxa d'atur hi és molt important i la majoria de la gent treballen en les ciutats limítrofes (Aïn Témouchent, Orà etc.),
Regió anteriorment vitícola, manté el seu aspecte agrícola, amb clima mediterrani suau, pluviometria superior a 450 mm per any, sòl d'origen volcànic i zona turística a la part muntanyosa del municipi: Dhar El Menjel, Aïcha Touila i la vall d'Oued El-Malah.
A la part dels massissos hi ha pedreres de grava i de marbre. La seva explotació posa en perill l'equilibri geogràfic i ecològic de la regió. La ciutat és travessada pel riu El Malah, ‘Salat’.
El nom prové del seu riu salat, Oued El-Malah, que es nodreix de les muntanyes de Tessala i arriba a la Mediterrània per la platja de Terga o platja d'Oued El-Malah.

## Història
La regió inicialment era nomenada Flumen Salsum, en època romana. Després va anomenar-se Ghazouiya, després de la batalla entre turcs i espanyols de l'any 1518, en què va morir Oruç Reis. Durant tot el període colonial se la va anomenar Río Salado, nom donat pels colons espanyols que s'hi van establir des de 1857. El 1962 va passar a anomenar-se oficialment El-Malah.
La presència humana hi és molt antiga, com mostra «l'home de Rio salado» que vivia en aquesta regió fa 50.000 anys, en les grutes de la muntanya Sidi Kacem.